# Ernst Numann
Ernst Jona Numann (Hengelo, 6 september 1950) is een Nederlands jurist en voormalig vicepresident van de Hoge Raad der Nederlanden.
Numann werd geboren in Hengelo als zoon van een elektrotechnisch ingenieur en een maatschappelijk werkster. Hij studeerde in Jeruzalem in 1968 en 1969 en vervolgens rechtsgeleerdheid aan de Universiteit van Amsterdam, waar hij in 1975 cum laude afstudeerde. De twee jaar daarop was hij promotie-assistent bij G.J. Scholten, waarna hij advocaat werd bij Buruma, Lely, Maris & Meijer in Den Haag. In 1983 werd hij benoemd tot rechter in de Rechtbank Den Haag en vijf jaar later tot lid van het Gemeenschappelijk Hof van Justitie van de Nederlandse Antillen en Aruba, waar hij vier jaar bleef. In 1992 werd hij vicepresident van de Rechtbank Den Haag tot hij in 2000 toetrad tot de Hoge Raad. De benoeming vond plaats op 27 juni 2000. Op 1 september 2011 werd Numann benoemd tot vicepresident van de Hoge Raad als opvolger van Detmer Beukenhorst. Bij zijn afscheid op 25 september 2020, vanwege het bereiken van de wettelijke pensioenleeftijd van 70 jaar, werd Numann benoemd tot Officier in de Orde van Oranje-Nassau; hij werd opgevolgd als vicepresident door Martijn Polak. In 2023 werd hij benoemd tot lid van de Staatscommissie Rechtsstaat.
Numann heeft een grote passie voor treinen.